# Эттингер, Браха
Браха Лихтенберг Эттингер (ивр. ברכה אטינגר, ברכה ליכטנברג-אטינגר‎; род. 23 марта 1948, Тель-Авив, Подмандатная Палестина) — израильская и французская художница, философ, психоаналитик и писательница. С 1970-х годов Эттингер является одной из ведущих интеллектуалов в авангарде современного французского феминизма и феминистской психоаналитической мысли вместе с Юлией Кристевой и Люс Иригарей. Как художница, в основном занималась живописью, рисунками и фотографиями.
Работы Эттингер состоят в основном из масляной живописи и письма. Искусство Эттингер было подробно проанализировано в книге «Женщины-художницы в Миллениуме», в «Встречах Гризельды Поллок» в Виртуальном феминистском музее и в антологии Катрин де Зегер «Работа женщин никогда не заканчивается».

## Жизнеописание
Браха Эттингер родилась в Тель-Авиве 23 мая 1948 года.
Получила магистерскую степень по клинической психологии в Еврейском университете в Иерусалиме, где работала научной сотрудницей, а затем личной ассистенткой Амоса Тверси (1969/70, 1973/74, 1974/75) и Дэниала Канемана (1970/71).
Вышла замуж за Лони Эттингер в июне 1975 года и переехала в Лондон, где с 1975 по 1979 год училась и работала в Лондонском центре психотерапии. Вскоре родила дочь. В 1979 году вернулась в Израиль, работала в больнице Шалвата.
Рисовала с раннего детства, является самоучкой. В первые годы избегала арт-сцены. В 1981 году решила стать профессиональной художницей и переехала в Париж, где с 1981 по 2003 год жила и работала со своим партнёром Джоавом Токером. В 1988 году родила сына Итая.
Кроме живописи, графики и фотографии, Эттингер начала писать и получила докторскую степень по психоанализу в Университете Парижа VII им. Дидро в 1987 году, а по эстетике искусства — в Парижском университете VIII в 1996 году.
В 1987 году Эттингер организовала сольный проект в Центре Жоржа Помпиду и персональную выставку в Музее Кале в 1988 году. В 1995 году имела персональную выставку в Музее Израиля в Иерусалиме. В 1993—1996 годах проходили её выставки в Центре Жоржа Помпиду. В 2000 году провела ретроспективу своих работ в Центре изящных искусств (Дворец изящных искусств) в Брюсселе, а в 2001 году — персональную выставку в Центре рисунка в Нью-Йорке. Наряду с работой в качестве художницы, Эттингер продолжала развиваться в качестве психоаналитика вместе с Франсуазой Дольто, Пьером Аугланье, Пьером Федидой и Жаком-Аленом Миллером, и стала влиятельной современной французской феминисткой. Примерно в 1988 году Эттингер начала проект «Разговор и фотография». Её личные тетради по искусству стали источником теоретических формулировок, а её искусство вдохновило историков искусства (среди них искусствовед Гризельда Поллок и международная куратор Катрин де Зегер) и философов (как Жан-Франсуа Лиотар, Брайан Массума), посвятивших несколько очерков её живописи.
Несмотря на то, что она, как и раньше, находилась преимущественно в Париже, Эттингер получила звания профессора (1997—1998 годы), а затем профессора-исследователя (1999—2004 годы) по психоанализу и эстетики в Школе изящных искусств, истории искусства и культурологии в Университете Лидса. С 2001 года также получает звание профессора психоанализа и эстетики в Центре культурного анализа, теории и истории. Эттингер вернулась в Израиль в 2003 году и с тех пор преподаёт в студиях в Париже и Тель-Авиве. До 2006 года она преподавала в Академии искусства и дизайна «Бецалель» в Иерусалиме.

## Изобразительное искусство
Художественные изыскания Эттингер касаются света и пространства, и в этом оно вытекает из работ Моне и Ротко. Её предметы изучения касаются состояния человека и трагедии войны. Процесс рисования занимает пространство между фигурацией и абстракцией Другим важным предметом в её работе является бессознательное, в частности женское и материнское.
С 1981 по 1992 год основная работа Эттингер состояла из рисунков и коллажей на бумаге, а также создания тетрадей и книг художницы, где наряду с теоретическими работами и беседами, она рисовала чернилами. С 1992 года, кроме её тетрадей, большая часть её произведений состоит из смешанной техники и масляных картин, с несколькими параллельными сериями. Между 1984—2008 годами, она создавала работы на пересечении техник коллажа и копировального искусства, которое потом обрабатывались масляными красками.
С 2008 года по настоящее время Эттингер работает над своими картинами маслом прямо на холсте и снимает видеоарт со своими рисунками и фотографиями.